# Приветствие Беатриче (1880)
«Приветствие Беатриче» — картина английского художника-прерафаэлита Данте Габриэля Россетти, созданная в период с 1880 по 1882 год; в 1859 и 1869 году Россетти создал одноимённые работы с иной композицией и образами. В настоящее время картина находится в Музее искусств Толидо.
Натурщицей для образа Беатриче стала Джейн Моррис. После смерти своей жены Элизабет Сиддал, также изображавшейся Россетти в образе Беатриче, художник ассоциировал свои чувства к Джейн Моррис, находившейся замужем, с историей Данте и Беатриче, передав личное восприятие сюжета на своей последней крупномасштабной картине. Сюжет картины взят из стихотворения Данте Алигьери «Новая жизнь», где Данте впервые встречает Беатриче. Строки из стихотворения — оригинал и перевод авторства самого Россетти — высечены на раме картины. В отличие от одноимённой картины 1859 года Россетти отходит от канонической интерпретации этого сюжета — ранее Беатриче во время этой встречи с Данте сопровождали две дамы, которых нет на картине 1880 года, сам Данте и персонифицированный образ любви изображены в виде мелких фигур на заднем плане, таким образом, всё внимание зрителя сосредоточено на Беатриче. На фоне картины изображены сиенские и флорентийские архитектурные строения, взятые Россетти с фотографий, присланных его другом Чарльзом Фэйрфаксом Мюрреем.
Картина стала одной из последних работ Россетти, её обнаружили в мастерской художника уже после его смерти. Картина находилась на мольберте, но была в раме, тем не менее, иногда в литературе говорится, что она не была закончена. Генри Марилльер отмечает, что на картине видны «все дефекты его [Россетти] позднего стиля, проявлявшиеся из-за болезненности, слабого зрения и угасания сил», и что над фоном поработал другой человек.
В 1883 году картину приобрел меценат и покровитель Россетти Фредерик Лейланд, также он был обладателем уменьшенной копии «Приветствия Беатриче», созданной в те же годы.